# 市川友也 (野球)
市川 友也（いちかわ ともや、1985年5月9日 - ）は、神奈川県相模原市出身の元プロ野球選手（捕手）。右投右打。

## 経歴

### プロ入り前
相模原市立清新小学校時代に南橋本ドリームスで野球を始め、相模原南シニアから捕手。東海大相模高等学校時代、3年時の夏は神奈川県予選ベスト4で敗退。甲子園出場経験はなし。
高校卒業後は、東海大学に進学し野球部に入部する。4年時には、春と秋連続でリーグ優勝し、ベストナインに選出される。大学選手権では準優勝。首都大学リーグでの通算成績は47試合出場、172打数51安打、打率.297、2本塁打、24打点。
高校、大学で小林敦とバッテリーを組んだ。
大学卒業後は、社会人野球の鷺宮製作所へ進む。2008年の第79回都市対抗野球大会と2009年の第80回都市対抗野球大会への出場を果たす。
2009年10月29日、プロ野球ドラフト会議で高校、大学の先輩である原辰徳監督率いる読売ジャイアンツから4位指名を受けた。

### 巨人時代

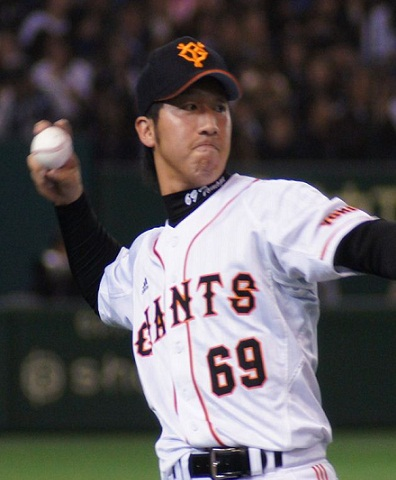
巨人時代
（2012年3月4日、東京ドームにて）

春季キャンプでは同期新人の長野久義、土本恭平と共にA班（主力組）スタートが決定、開幕一軍も示唆された。また、長嶋茂雄がジャイアンツ球場の若手を視察した際には、「ミートもうまくて、飛距離も出せる」と打撃を高く評価され、指導を受けた。
2010年（1年目）は、二軍での成績ながら打率.297、2本塁打、出塁率.372、長打率.541を記録し期待に応え、一軍でも3試合の出場機会を得た。シーズンオフには、台湾で開催された第17回IBAFインターコンチネンタルカップの日本代表に選ばれた。
2011年は、打撃を崩し一軍出場はなかった。
2012年は、シーズン終盤に2年ぶりに一軍の試合に出場しプロ入り初打点を記録した。シーズンオフの12月1日に大学1年時から交際していた女性との結婚を発表した。
2013年は、腰痛の影響もあり二軍でも28試合の出場に終わり、一軍でも最終戦での阿部慎之助への代走による1試合の出場に留まる。

### 日本ハム時代
2013年11月15日、金銭トレードにより北海道日本ハムファイターズへ移籍することが発表された。
2014年、8月21日の東北楽天ゴールデンイーグルス戦にて宮川将からプロ初本塁打を放った。このシーズンは正捕手の大野奨太に次ぐ第2捕手に定着し、自己最多を大幅に更新する71試合に出場したが、シーズン終盤には持病のヘルニアの影響で出場登録を抹消されることもあった。
2015年、前年の12月にヘルニアの手術をしたことにより一軍出場は6月の後半になった。全体的に前年の数字を下回ったが、開幕時に捕手を務めた近藤健介が捕手として苦しんでいたこともあり、後半戦からは前年同様二番手捕手として一軍に帯同。2016年には日本ハムの日本一に貢献した。また、同年のクライマックスシリーズでは、大谷翔平が記録した日本人最速165km/hの球を受けた。

### ソフトバンク時代
2018年4月18日、捕手陣に怪我の相次いだ福岡ソフトバンクホークスに金銭トレードで移籍した。背番号は30。移籍後は6月13日の古巣巨人戦で逆転2点本塁打を放つなど25試合に出場したが、翌2019年は一軍出場がなく、10月21日に戦力外通告を受け現役を引退。

### 引退後
2020年からはジャイアンツアカデミーのコーチに就任することが決まった。2021年11月15日、翌年の新たなコーチングスタッフとして、三軍バッテリーコーチへの就任が発表された。

## 選手としての特徴・人物
捕手としての最大の武器は社会人トップクラスと言われたスローイングと強肩。打撃では巨人入団当初に長嶋茂雄から「ミートも上手くて、飛距離も出せる。」と評されている。100m11秒台と足も遅くないことから、ノンプロ時代は外野や一塁も守っていた（プロ入り後は捕手に専念）。プロ入り後は日本ハム時代に出場機会を増やし、主に二番手捕手として活躍した。
愛称は「イチ」。
捕手として大事にしていることについて「ピッチャーありきで僕らがある。ピッチャーの意思を尊重するのもそう。ピッチャーのために何ができるか。そこで信頼してもらっていない捕手は試合に出られないからですから」と語っている。

## 詳細情報

### 年度別打撃成績
| 年 度     | 球 団        | 試 合 | 打 席 | 打 数 | 得 点 | 安 打 | 二 塁 打 | 三 塁 打 | 本 塁 打 | 塁 打 | 打 点 | 盗 塁 | 盗 塁 死 | 犠 打 | 犠 飛 | 四 球 | 敬 遠 | 死 球 | 三 振 | 併 殺 打 | 打 率 | 出 塁 率 | 長 打 率 | O P S |
| --------- | ------------ | ----- | ----- | ----- | ----- | ----- | -------- | -------- | -------- | ----- | ----- | ----- | -------- | ----- | ----- | ----- | ----- | ----- | ----- | -------- | ----- | -------- | -------- | ----- |
| 2010      | 巨人         | 3     | 2     | 2     | 0     | 0     | 0        | 0        | 0        | 0     | 0     | 0     | 0        | 0     | 0     | 0     | 0     | 0     | 1     | 0        | .000  | .000     | .000     | .000  |
| 2012      | 巨人         | 5     | 8     | 7     | 0     | 0     | 0        | 0        | 0        | 0     | 1     | 0     | 0        | 0     | 0     | 0     | 0     | 1     | 1     | 0        | .000  | .125     | .000     | .125  |
| 2013      | 巨人         | 1     | 0     | 0     | 0     | 0     | 0        | 0        | 0        | 0     | 0     | 0     | 0        | 0     | 0     | 0     | 0     | 0     | 0     | 0        | ----  | ----     | ----     | ----  |
| 2014      | 日本ハム     | 71    | 166   | 137   | 14    | 36    | 4        | 0        | 2        | 46    | 9     | 0     | 0        | 19    | 1     | 6     | 0     | 3     | 22    | 0        | .263  | .306     | .336     | .642  |
| 2015      | 日本ハム     | 43    | 120   | 106   | 11    | 24    | 4        | 1        | 2        | 36    | 12    | 0     | 0        | 6     | 1     | 6     | 0     | 1     | 30    | 0        | .226  | .272     | .340     | .612  |
| 2016      | 日本ハム     | 71    | 156   | 133   | 9     | 22    | 2        | 0        | 1        | 27    | 12    | 1     | 0        | 10    | 2     | 8     | 1     | 3     | 28    | 2        | .165  | .226     | .203     | .429  |
| 2017      | 日本ハム     | 57    | 154   | 135   | 12    | 23    | 7        | 0        | 1        | 33    | 8     | 0     | 0        | 8     | 1     | 6     | 0     | 4     | 32    | 3        | .170  | .226     | .244     | .470  |
| 2018      | ソフトバンク | 25    | 51    | 42    | 2     | 7     | 1        | 1        | 2        | 16    | 5     | 0     | 0        | 8     | 0     | 0     | 0     | 1     | 11    | 0        | .167  | .186     | .381     | .567  |
| 通算：8年 | 通算：8年    | 276   | 657   | 562   | 48    | 112   | 18       | 2        | 8        | 158   | 47    | 1     | 0        | 51    | 5     | 26    | 1     | 13    | 125   | 5        | .199  | .249     | .281     | .530  |

### 年度別守備成績
| 年 度 | 球 団        | 捕手  | 捕手  | 捕手  | 捕手  | 捕手  | 捕手     | 捕手  | 捕手     | 捕手     | 捕手     | 捕手     |
| 年 度 | 球 団        | 試 合 | 刺 殺 | 捕 殺 | 失 策 | 併 殺 | 守 備 率 | 捕 逸 | 企 図 数 | 許 盗 塁 | 盗 塁 刺 | 阻 止 率 |
| ----- | ------------ | ----- | ----- | ----- | ----- | ----- | -------- | ----- | -------- | -------- | -------- | -------- |
| 2010  | 巨人         | 3     | 2     | 0     | 0     | 0     | 1.000    | 0     | 0        | 0        | 0        | ----     |
| 2012  | 巨人         | 5     | 21    | 3     | 1     | 0     | .960     | 0     | 5        | 4        | 1        | .200     |
| 2014  | 日本ハム     | 69    | 291   | 42    | 1     | 4     | .997     | 1     | 42       | 23       | 19       | .452     |
| 2015  | 日本ハム     | 43    | 232   | 32    | 4     | 5     | .985     | 1     | 40       | 26       | 14       | .350     |
| 2016  | 日本ハム     | 70    | 302   | 37    | 4     | 2     | .988     | 5     | 33       | 19       | 14       | .424     |
| 2017  | 日本ハム     | 56    | 274   | 42    | 3     | 7     | .991     | 1     | 28       | 21       | 7        | .250     |
| 2018  | ソフトバンク | 24    | 129   | 15    | 1     | 2     | .993     | 3     | 25       | 18       | 7        | .280     |
| 通算  | 通算         | 200   | 1251  | 171   | 14    | 18    | .990     | 8     | 173      | 111      | 62       | .358     |

### 記録
初記録
- 初出場：2010年4月1日、対横浜ベイスターズ3回戦（横浜スタジアム）、9回表に内海哲也の代打で出場
- 初打席：同上、9回表に高宮和也から二塁ゴロ
- 初先発出場：2012年9月27日、対広島東洋カープ24回戦（MAZDA Zoom-Zoom スタジアム広島）、8番・捕手で先発出場
- 初打点：2012年9月29日、対横浜DeNAベイスターズ21回戦（横浜スタジアム）、2回表にブランドン・マンから二塁ゴロ野手選択
- 初安打：2014年5月1日、対埼玉西武ライオンズ6回戦（西武ドーム）、3回表にグレッグ・レイノルズから左前安打
- 初本塁打：2014年8月21日、対東北楽天ゴールデンイーグルス17回戦（札幌ドーム）、4回裏に宮川将から左越ソロ
- 初盗塁：2016年4月16日、対千葉ロッテマリーンズ5回戦（札幌ドーム）、6回裏に二盗（投手：大嶺祐太、捕手：吉田裕太）※三塁走者・谷口雄也と重盗

### 背番号
- 27（2010年 - 2011年）
- 69（2012年 - 2013年）
- 56（2014年 - 2018年4月18日）
- 30（2018年4月19日 - 2019年）
- 102（2022年 - ）

### 登場曲
- 「24K Magic」Bruno Mars（2018年 - ）